# Crewe Alexandra F.C.
Crewe Alexandra Football Club er en engelsk fodboldklub fra byen Crewe. Klubben spiller i landets fjerdebedste række, League Two. Klubben har hjemmebane på Gresty Road, hvor der er plads til 10.153 tilskuere.